# W Leporis
W Leporis är en halvregelbunden variabel av SR-typ i stjärnbilden Haren.
Stjärnan har en fotografisk magnitud som varierar mellan +10,2 och 11,6 med en period av 485 dygn.